# Jan Baptista van Helmont
Jean Baptista van Helmont (Bruxelas, 12 de janeiro de 1580 — Vilvoorde, Flandres, 30 de dezembro de 1644) foi um médico, alquimista, e fisiologista belga.

## Vida e obra
Van Helmont era o mais novo de cinco filhos de Maria e Christiaen Helmont van Stassaert, um promotor público e membro do Conselho de Bruxelas, que havia se casado na igreja de Sint-Goedele em 1567. Foi educado em Leuven, onde estudou Artes até 1594, mas não chegou a se graduar oficialmente nesta área. Após estudar e ler os trabalhos de Hippocrates, Galen e Avicenna, Helmont expressou grande desapontamento pela falta de informação útil que estes continham. Depois, variando inquieto de uma ciência para outra e sem encontrar satisfação em nenhuma, virou-se para a medicina. Interrompeu os seus estudos, e durante alguns anos ele viajou pela Suíça, Itália, França e Inglaterra.
Retornando ao seu próprio país, van Helmont obteve um diploma em medicina em 1599. Praticou em Antuérpia, no momento da grande peste em 1605. Em 1609 ele finalmente obteve seu doutorado em medicina. No mesmo ano ele se casou com Margaret van Ranst, que era de uma rica família nobre. Van Helmont e Margaret viveram em Vilvoorde, perto de Bruxelas, e tiveram seis ou sete filhos. A herança de sua esposa lhe permitiu aposentar mais cedo a partir de sua prática médica e ocupar-se com experimentos químicos, até à sua morte em 30 de dezembro de 1644.
Grande defensor da abiogênese (geração espontânea) e da hipótese de Aristóteles, que afirmava a existência de um "princípio ativo" (capacidade de originar seres vivos), Van Helmont acreditava que conseguiria formar um  ser vivo por meio da matéria bruta.
Químico cético, se converteu a Alquimia após a visita insuspeita de um Adepto Hermético à sua residência, donde este último, cedeu a Helmont, um pequeno cisco da Pedra Filosofal, ensinando-lhe como transmutar grande quantidade de chumbo ou azougue em ouro puro. Posteriormente estudou Magia, e em um dos seus feitos compôs um amuleto contra a praga utilizando-se de sapos verminosos.

## Principais publicações
- 1621 - De magnetica vulnerum curatione. Disputatio, contra opinionem d. Ioan. Roberti (...) in brevi sua anatome sub censurae specie exaratam, Paris
- 1642 - Febrium doctrina inaudita, Antuérpia
- 1644 - Opuscula medica inaudit
- 1648 - Ortus medicinae, id est Initia physicae inaudita

## O pai da química pneumática
van Helmont (1579–1644) foi um dos primeiros cientistas a estudar os gases de forma sistemática. Ele foi pioneiro ao reconhecer o gás como um terceiro estado de agregação da matéria, além dos já conhecidos sólido e líquido. Até então, os gases eram pouco compreendidos e muitas vezes confundidos com "vapores" ou "exalações".
Helmont realizou experimentos para identificar e classificar diferentes tipos de gases, observando sua produção em processos como a combustão do carvão, fermentações, erupções vulcânicas e emanando de minas e fontes termais. Um de seus maiores legados foi o termo "gás", derivado da palavra grega "caos", usado por ele pela primeira vezpara descrever essas substâncias invisíveis.
Seus estudos extensivos lhe renderam o título de “pai da química pneumática”, sendo um precursor direto de cientistas como Joseph Priestley e Antoine Lavoisier. Inclusive, aos 60 anos, Helmont descreveu uma experiência de quase-morte: ao estudar os gases gerados pela queima de carvão, ele acidentalmente se intoxicou, deixando registrado um relato sobre os efeitos nocivos da inalação desses gases.
Em seus estudos a respeito da matéria, Van Helmont já descrevia o que poderia acontecer na Natureza após a queima de carvão: ou seja, o gás proveniente da queima se elevaria pela atmosfera, até que encontrasse regiões muito frias; então, os "fermentos" que fazem parte do gás do carvão seriam destruídos e posteriormente retornariam o gás a sua condição de água. Dessa forma, nas regiões mais altas, não haveriam tantos "fermentos" em corrupção no ar.
Graças ao seu trabalho, a ciência começou a compreender melhor os fenômenos químicos envolvendo gases, abrindo caminho para o desenvolvimento da química moderna e da fisiologia respiratória.

## Van helmont e o magnetismo
Van Helmont apesar de ter contribuído muito a Química, o médico também fez aparições pela física na área do magnetismo, em que defendeu o Magnetismo animal como a dominação do fluido vital presente nos seres humanos.
Helmont foi seguidor de Paracelso (1493-1541) que defendia a ligação entre biologia e magnetismo, a harmonia entre o microcosmo individual e celestial para haver uma boa saúde e o poder que esse fluido poderia exercer sobre outros.
Seguindo as ideias de seu inspirador, Jan Baptista Van Helmont usou imãs para curar seus pacientes e afirmou ter conseguido êxito em seus tratamentos. Mesmo sendo católico, ele redigiu um tratado, De magnética vulnerum curatione (1621), em que defendia suas ideias sobre o magnetismo animal e fazia algumas explicações cientificas sobre passagens da bíblia.
Como alquimista, tomou o magnetismo animal como o que o levaria a dominar a Magia.
l Modernism, Physis: Rivista Internazionale di Storia della Scienza, vol.43, 2005, pp. 305–332.
- Nelson Papavero, Jorge Llorente Bousquets, David Espinosa Organista. Hisroria de la biología comparada. México: Universidad Nacional Autónoma de México, vol.3, 1995, pp. 46.

## Observações na Digestão
Ao experimentar a medicina, Jean Baptiste van Helmont deu sequência aos estudos de Paracelso. Porém, os estudos médicos no qual solidificou seu trabalho foram baseados no conhecimento anatômico de Vesalius e sua escola.
Helmont dividiu suas pesquisas no que denominou de ‘Gas’ e ‘Blas’. O primeiro termo fazia referência a uma de suas descobertas que hoje conhecemos como gás carbônico e estava relacionada ao estudo de gases. Ele assumiu que existiam apenas dois elementos: o ar (como atmosfera natural) e a água (que representava tudo o que não era ar). Ele tentou explicar como poderia ser obtido, de várias maneiras, algo que é como o ar, mas não o ar atmosférico. Tratava-se de algo que ele denominou como gás e aparecia na fermentação de uvas na produção de vinhos.
Fascinado com a ideia da ação dos fermentos, van Helmont a adotou como base de seu sistema de fisiologia. Surgem, então, considerações sobre todas as mudanças no corpo como a digestão, nutrição, impregnação e até mesmo movimentação através dos gases. Seu trabalho foi dividido em seis estágios:
- O primeiro é a digestão no estômago, o qual notou que a comida e a bebida são convertidas em quilo através de um fermento que não reside permanentemente no estômago. Tratava-se de um processo intermitente,  que referia-se a transição que ocorria no baço;
- O segundo afirma que o quilo ácido, ao passar para o duodeno imediatamente adquire uma natureza salina, por meio da transmutação, a qual chamamos o fermento responsável de bile;
- O terceiro está relacionado com a digestão duodenal, a qual o quimo ácido é convertido em alcalino, iniciado nas veias mesentéricas e continuado no fígado até estar completo na veia cava, ou seja, convertido em sangue, cruor e soro. Os dois fermentos responsáveis são fornecidos pelo fígado: um levado ao duodeno pela bile da vesícula e outro desce do fígado ao longo das veias mesentéricas. Cabe ressaltar que Helmont considerava todo o quilo como sendo absorvido pelas veias e argumentava que ele só estaria pronto para esse processo depois de preparado pela segunda digestão duodenal. Quanto aos mecanismos de absorção, ele realizou um experimento para mostrar que os sais dissolvidos na água passariam por uma membrana, assim como a absorção do quilo se dá através da passagem dos sais pelas membranas (por difusão) e em parte por minúsculos orifícios nas paredes do intestino. O que resta após a absorção do quilo nutritivo, passa pelo intestino, encontrando-se no ceco com um fermento estercorácico e é transformado em fezes;
- O quarto estágio ocorre no coração e nas artérias, onde o sangue mais escuro e mais espesso da veia cava se torna mais claro e distintamente volátil. Nessa fase, fica implícita a mudança de sangue venoso para arterial e a distinção entre o cruor e o sangue vitalizado;
- No quinto ele "transforma o sangue das artérias no espírito vital do archceus", que age e se multiplica como um fermento, estando sempre presente no lado esquerdo do coração, no sangue arterial do ventrículo esquerdo, e sendo parte dele atraído pelo septo, do lado esquerdo para a direita, através de poros minúsculos, que não permitem a passagem do sangue. Ele então começa a se multiplicar até a parte direita, onde o coração trabalha incessantemente para que o sangue cru na veia cava seja vivificado;
- O último estágio descreve membros nutritivos o qual “cada lugar cozinha sua comida por si mesmo”, ou seja, a partir do sangue comum, cada tecido assimila seu uso, tendo apenas uma influência indireta, “uma veia" (uma artéria).

Dentre suas contribuições, Helmont mostrou que muitos dos problemas do corpo vivo poderiam ser solucionados através do conhecimento químico, além de chamar a atenção para que a experiência demonstrou ser um fato indiscutível que, grande parte dos processos que ocorrem no corpo vivo são similares ao processo pelo qual a levedura produz álcool, processo conhecido como fermentação e sua descoberta do gás carbônico e de outros gases, os quais ele reconheceu que não se tratavam todos semelhantes.

## Nutrição de plantas
O primeiro estudo experimental de Jan Baptista van Helmont a respeito de nutrição de plantas serviu como base para a fundamentação de teorias a respeito do desenvolvimento delas, apesar de errôneas, as mesmas observaram o crescimento das plantas como um processo limitado a influência de forças materiais.
Em um episódio, após colocar uma planta (Salgueiro), com aproximadamente 0,142 kg em um vaso de cerâmica e fornecer a ela água constantemente, observou-se então, que passados cinco anos, a mesma havia tido um bom desenvolvimento e crescimento, passando a pesar cerca de 4,79 kg, e a quantidade de terra contida no vaso permanecia a mesma, logo ele concluiu que os vegetais conseguiam produzir as substâncias que necessitavam a partir da água e não do solo. Algo a frente de seu tempo apesar da teoria não ser verídica, posteriormente foi descoberto que as plantas além de água precisam de dióxido de carbono para se desenvolver.